# Berëza
La Berëza (in russo Берёза?), è un fiume della Russia europea, affluente di sinistra della Meža. Scorre nei rajon Oleninskij e Nelidovskij dell'oblast' di Tver'.

## Descrizione
Il fiume ha origine nella parte settentrionale dell'altopiano Bel'skaja. Il corso superiore si sviluppa in direzione nord-ovest con una larghezza del fiume da 8 a 18 m, una profondità fino a 3 m, poi svolta a sud-ovest, scorrendo per diversi chilometri lungo la linea della ferrovia Oktjab'rskaja. La larghezza del fiume in questa sezione è di 18-28 m, la profondità è di 1-3 m. Il letto del fiume nel tratto inferiore è più tortuoso. La larghezza del fiume è di 12–17 m, la profondità è di 0,7–1,0 m. Il fiume ha una lunghezza di 106 km, l'area del suo bacino è di 720 km². Gela dalla fine di novembre sino all'inizio di aprile.